# 志州山真国
志州山 真国（ししゅうやま まさくに、1959年6月22日 - ）は、三重県鳥羽市出身で出羽海部屋に所属した元大相撲力士。本名は木下 昌彦。最高位は東幕下筆頭。194cm、114kg。

## 経歴
鳥羽市立菅島中学校（現在の鳥羽市立鳥羽東中学校）時代はバレーボール部に所属、中学時代、身長は190cm、足のサイズは30cmもあり、靴は特注品でないと買えなかった。中学3年生の時に市の大会で学校は準優勝。バレーボールだけでなく他のスポーツからの勧誘もあった。三重ノ海を相撲界に入れた人から誘いがあり、出羽海が直々に自宅に来て「高校に入る」ことを条件に出羽海部屋への入門が決まった。高校は両国高校の定時制に通った（卒業か中退かは不明）。
1975年5月場所に初土俵。世話人となった勇鵬は同期生。当初は本名をそのまま四股名にしていた。
入門当初1年間は28勝13敗1休と中卒の新弟子としては破格のペースで勝ち進み、序ノ口を1場所・序二段を4場所で通過した。
三段目では何度か負け越したものの、1978年3月場所では幕下に昇進。2回三段目に陥落したものの、1979年9月場所以降は幕下に定着し、廃業まで陥落したことはなかった。
1979年11月場所以降は、出身地の鳥羽市が属した旧国名の志摩（志州）にちなみ、志州山真国の四股名で土俵に上がった。
幕下時代の1979年1月場所6日目には後に大関となる霧島から、1982年9月場所千秋楽には後に関脇に昇進し平幕優勝も経験する水戸泉から、それぞれ白星を挙げた。
1985年5月場所で東幕下18枚目の地位で全勝優勝。翌7月場所に最終的な自己最高位となる東幕下筆頭に昇進。勝ち越せば十両昇進が確実だったが初日に孝乃富士に上手投げで勝っただけで1勝6敗に終わった。以降も幕下の上位～中位で健闘し、東幕下筆頭には延べ3場所（上述1985年7月場所・1986年11月場所・1988年5月場所）在位したが、いずれも勝ち越せず十両昇進には至らなかった。
1986年9月場所では東幕下2枚目で4勝3敗、十両・魄龍との事実上の入れ替え戦にも勝利したにもかかわらず、翌場所東幕下筆頭に留め置かれる不運も経験した。
1988年9月場所、西幕下29枚目で2勝5敗としたのを最後に29歳で廃業。
幕下在位中に十両力士の対戦を延べ10回経験したが、これは十両以上に在位した経験がない力士に限定すると雷昊充敏と並ぶ最多タイ記録とされる。

## 成績
- 通算成績81場所　296勝263敗1休
- 幕下優勝1回（1985年5月場所）

## 改名
木下昌彦→志州山真国